# Vegårshei
Vegårshei is een plattelandsgemeente in de Noorse provincie Agder. De gemeente grenst in het noorden aan Nissedal in Vestfold og Telemark, in het noordoosten aan Gjerstad, het oosten aan Risør, het zuiden aan Tvedestrand en het westen aan Åmli. De gemeente telde 1980 inwoners in april 2013. Het gemeentebestuur zetelt in de enige kern in de gemeente Myra.

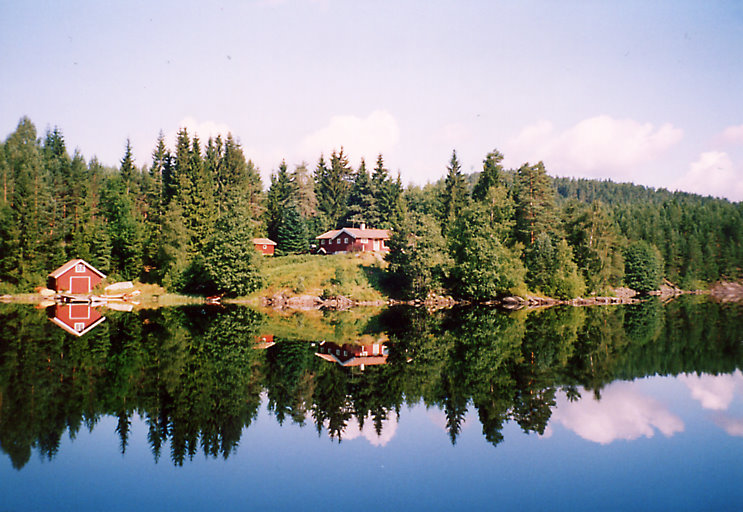
Het Vegårmeer

Het grootste meer in de gemeente is het gelijknamige Vegårmeer, feitelijk een samengesteld meer dat bestaat uit 6 deelmeren met daarin meer dan 350 eilandjes. Het meer met een oppervlakte van 17,3 km², wordt omzoomd door hutten.
Arendal · Birkenes · Bygland · Bykle · Evje og Hornnes · Farsund · Flekkefjord  · Froland · Gjerstad · Grimstad · Hægebostad · Iveland · Kristiansand · Kvinesdal · Lillesand · Lindesnes · Lyngdal · Risør · Sirdal · Tvedestrand · Valle · Vegårshei · Vennesla · Åmli · Åseral 

Fylker van Noorwegen